# Municipio de Lafayette (condado de Madison)
El municipio de Lafayette (en inglés: Lafayette Township) es un municipio ubicado en el condado de Madison en el estado estadounidense de Indiana. En el año 2010 tenía una población de 5275 habitantes y una densidad poblacional de 57,71 personas por km².

## Geografía
El municipio de Lafayette se encuentra ubicado en las coordenadas 40°10′38″N 85°43′44″O / 40.17722, -85.72889. Según la Oficina del Censo de los Estados Unidos, el municipio tiene una superficie total de 91.4 km², de la cual 91.4 km² corresponden a tierra firme y (0%) 0 km² es agua.

## Demografía
Según el censo de 2010, había 5275 personas residiendo en el municipio de Lafayette. La densidad de población era de 57,71 hab./km². De los 5275 habitantes, el municipio de Lafayette estaba compuesto por el 94.45% blancos, el 2.29% eran afroamericanos, el 0.11% eran amerindios, el 0.19% eran asiáticos, el 0.06% eran isleños del Pacífico, el 1.44% eran de otras razas y el 1.46% pertenecían a dos o más razas. Del total de la población el 2.58% eran hispanos o latinos de cualquier raza.